# Lucilia pyropus
Lucilia pyropus är en tvåvingeart som beskrevs av Robineau-desvoidy 1863. Lucilia pyropus ingår i släktet Lucilia och familjen spyflugor.
Artens utbredningsområde är Frankrike. Inga underarter finns listade i Catalogue of Life.